# An Adventure in the Autumn Woods
An Adventure in the Autumn Woods è un cortometraggio muto del 1913 diretto da D.W. Griffith e scritto da Christy Cabanne (che qui usa il nome Wm.C. Cabanne.

## Produzione
Il film fu prodotto dalla Biograph Company. Venne girato a New York .

## Distribuzione
Distribuito dalla General Film Company, il film - un cortometraggio di una bobina - uscì nelle sale cinematografiche statunitensi il 16 gennaio 1913.